# 托魯普島
托魯普島是俄羅斯的島嶼，屬於法蘭士約瑟夫地群島的一部分，由阿爾漢格爾斯克州負責管轄，位於霍恩洛厄島和卡爾亞歷山大島之間，長1.5公里、寬0.5公里，最高點海拔高度128米。